# Isländisches Nationalmuseum

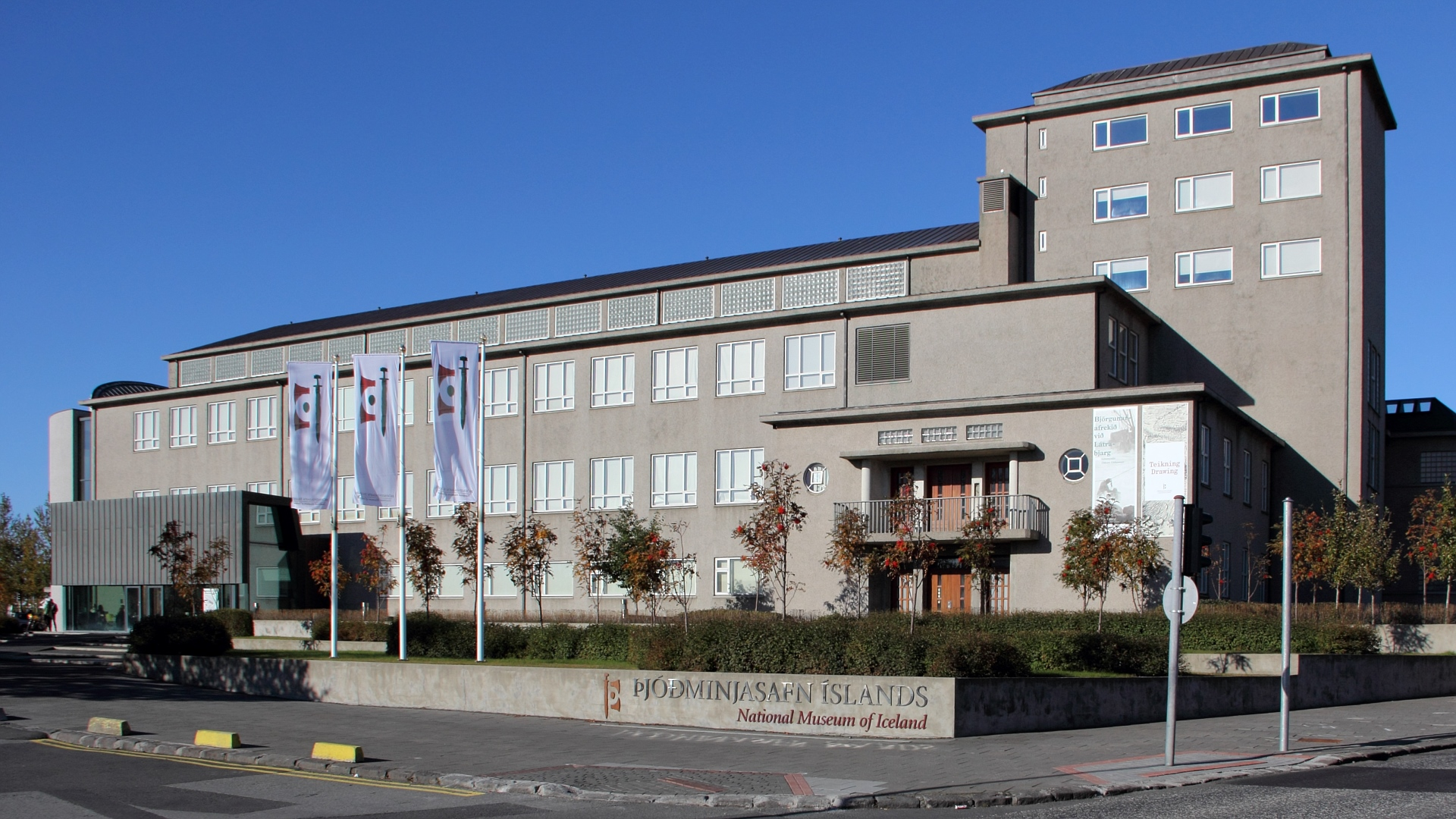
Hauptgebäude des Museums

Das Isländische Nationalmuseum (isländ. Þjóðminjasafn Íslands, [ˈθjouðmɪnjaˌsapn̥ ˈistlants]) ist ein kulturhistorisches Museum, das sich mit der Geschichte Islands befasst.

## Geschichte

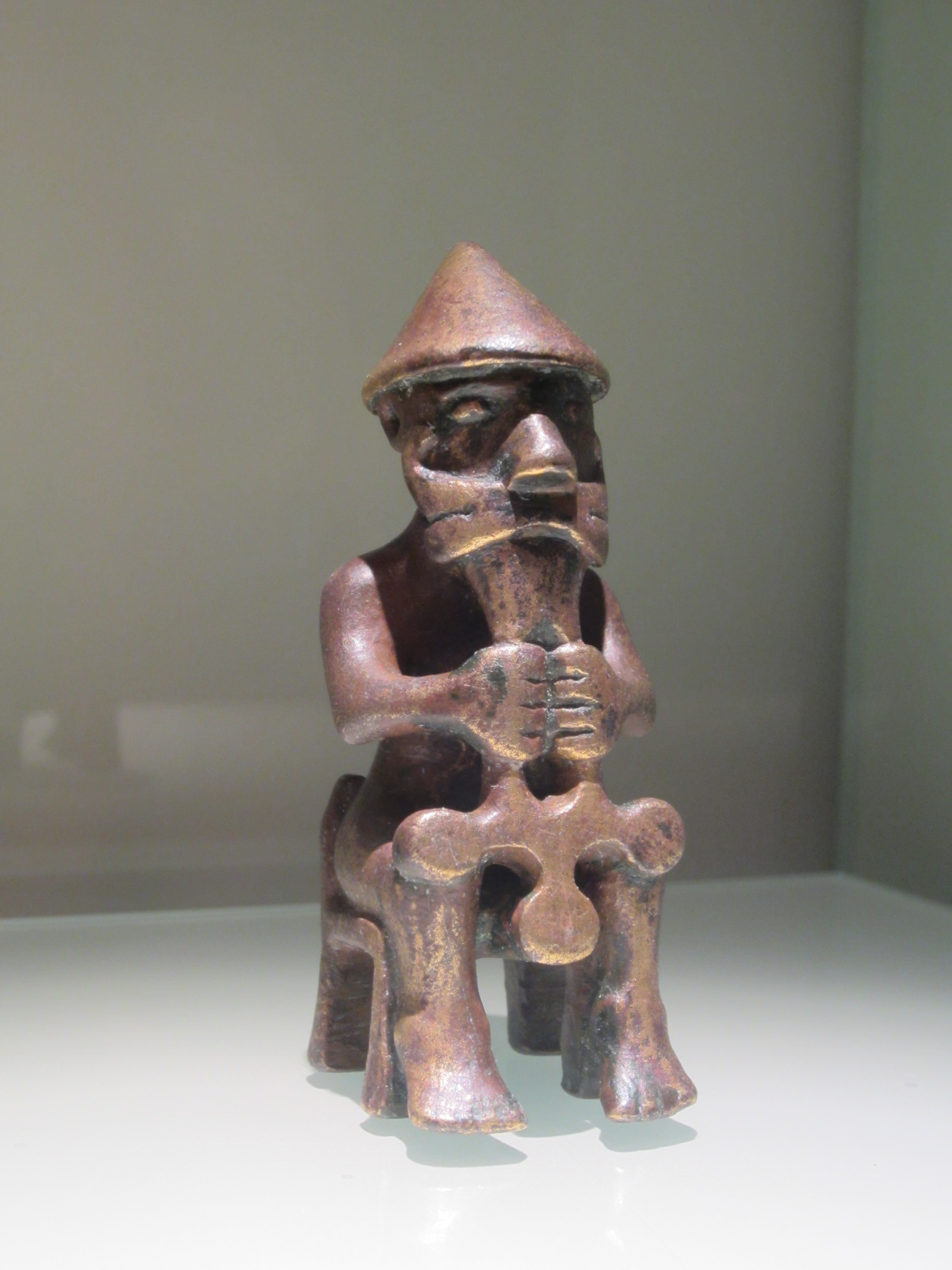
Figur des Thor, Bronzeguss ca. 1000 n. Chr.

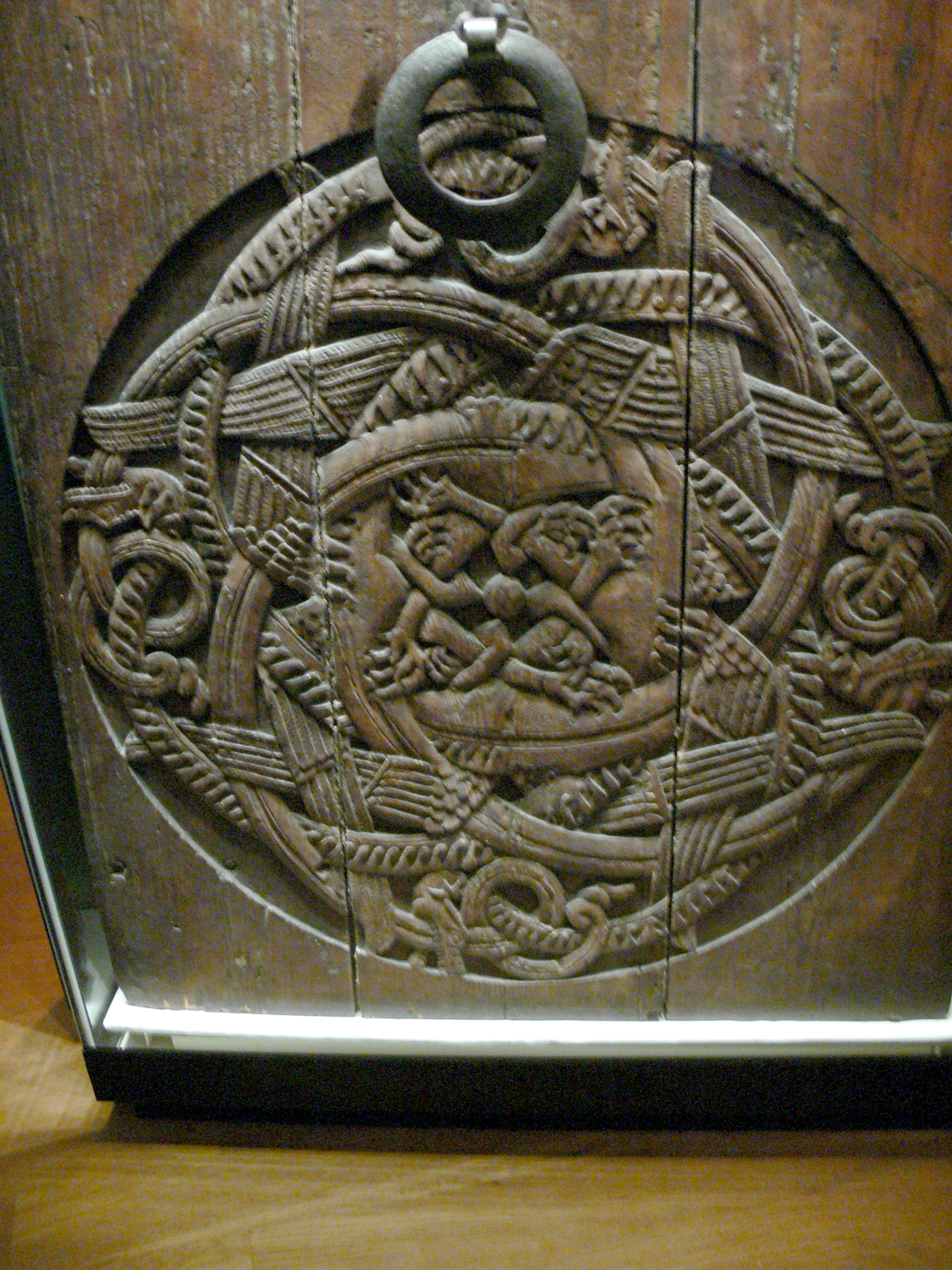
Kirchentür von Valthjofstadur (Ausschnitt)

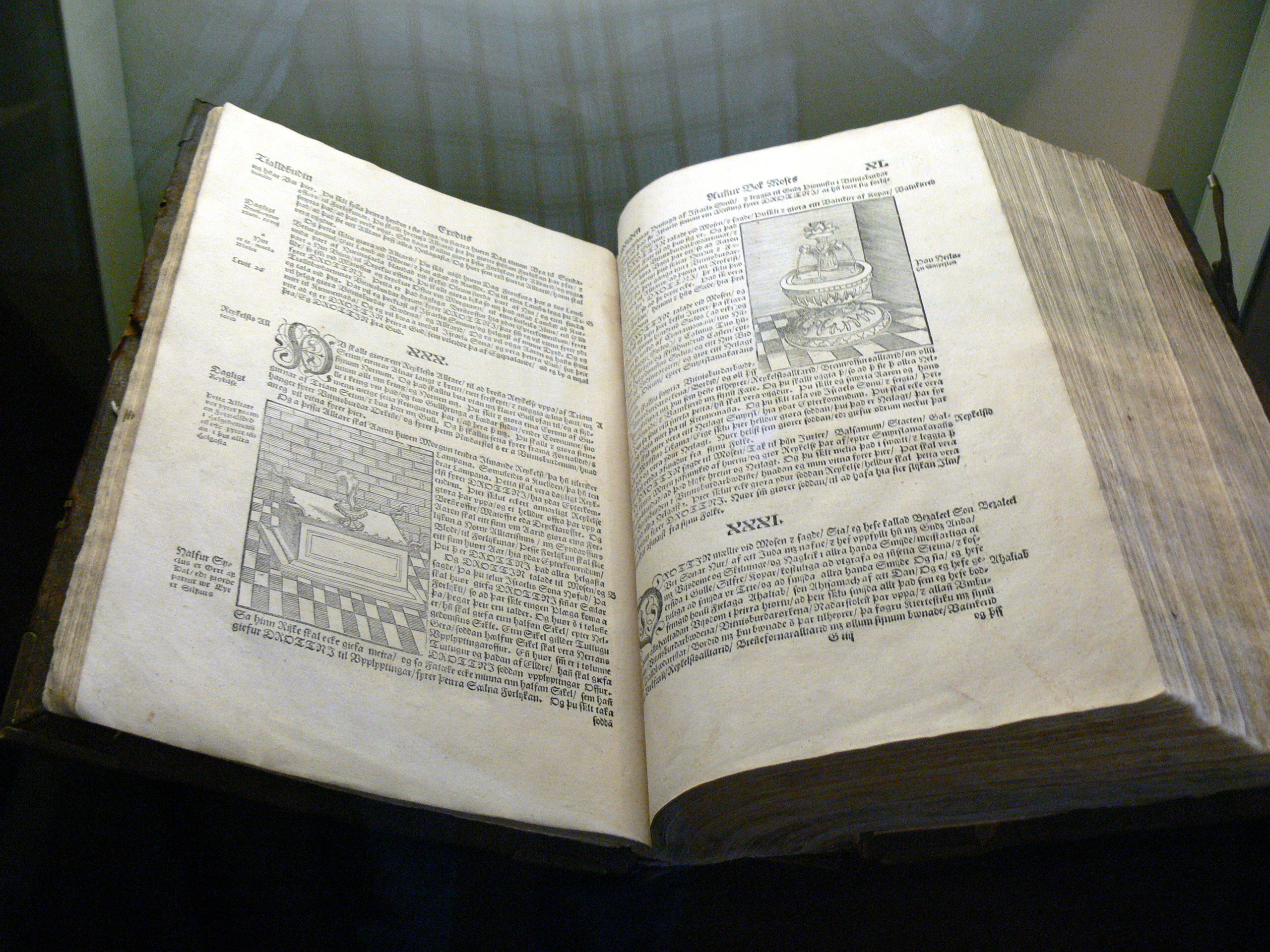
Erster kompletter Bibeldruck in Isländisch durch Guðbrandur Þorláksson

Das Museum wurde am 24. Februar 1863 als „Antiquitätenmuseum“ (Forngripasafnið) gegründet. Zuvor wurden historisch bedeutende isländische Gegenstände in der Regel in das Dänische Nationalmuseum in Kopenhagen verbracht. 1911 erhielt das Museum seinen heutigen Namen. Nach der isländischen Unabhängigkeit wurde ein Teil der für Island bedeutenden Gegenstände aus dem Dänischen Nationalmuseum in das Isländische Nationalmuseum überführt.
Erster Kurator des Isländischen Nationalmuseums war Jón Árnason, der zugleich Bibliothekar an der Nationalbibliothek in Reykjavík war. Die Sammlung wurde zunächst in den Dachgeschossen verschiedener Gebäude untergebracht: Dem Dom, dem damaligen Staatsgefängnis (heutiges Regierungsgebäude), dem Parlamentsgebäude, der Nationalbank und schließlich der Nationalbibliothek (heute: Kulturhaus Þjóðmenningarhúsið).
1950 erhielt das Museum aus Anlass der Gründung der Republik Island 1944 seine gegenwärtigen Gebäude in der Suðurgata 41. Das Hauptgebäude zeigt auf den beiden oberen Etagen die Dauerausstellung und Sonderausstellungen, im Erdgeschoss sind Serviceeinrichtungen, Museumsshop und Cafeteria untergebracht. Die Verwaltung befindet sich in einem eigenen Gebäude, einige Meter östlich des Hauptgebäudes.

## Sammlungen
Die Dauerausstellung präsentiert – chronologisch aufgebaut – multimedial die Kulturgeschichte Islands von der Landnahmezeit bis in die jüngste Gegenwart unter dem Titel „Eine Nation entsteht. 1200 Jahre Kultur und Gesellschaft in Island“. Die älteren Geschichtsepochen werden vorwiegend aufgrund archäologischer Funde präsentiert, die neueren Epochen eher volkskundlich. Der erste Abschnitt der Ausstellung repräsentiert ein Schiff, wie es die ersten Siedler nutzten, der letzte wird auf einer historischen Gepäckförderanlage des Flughafens Keflavík präsentiert, als dem Tor, das Island mit der Welt verbindet.
Zum Bestand der Sammlung gehören etwa 100.000 Objekte und zwei Millionen Fotos. Davon werden rund 2000 Gegenstände und 1000 Fotos in der Dauerausstellung gezeigt. 

## Organisation und Aufgaben

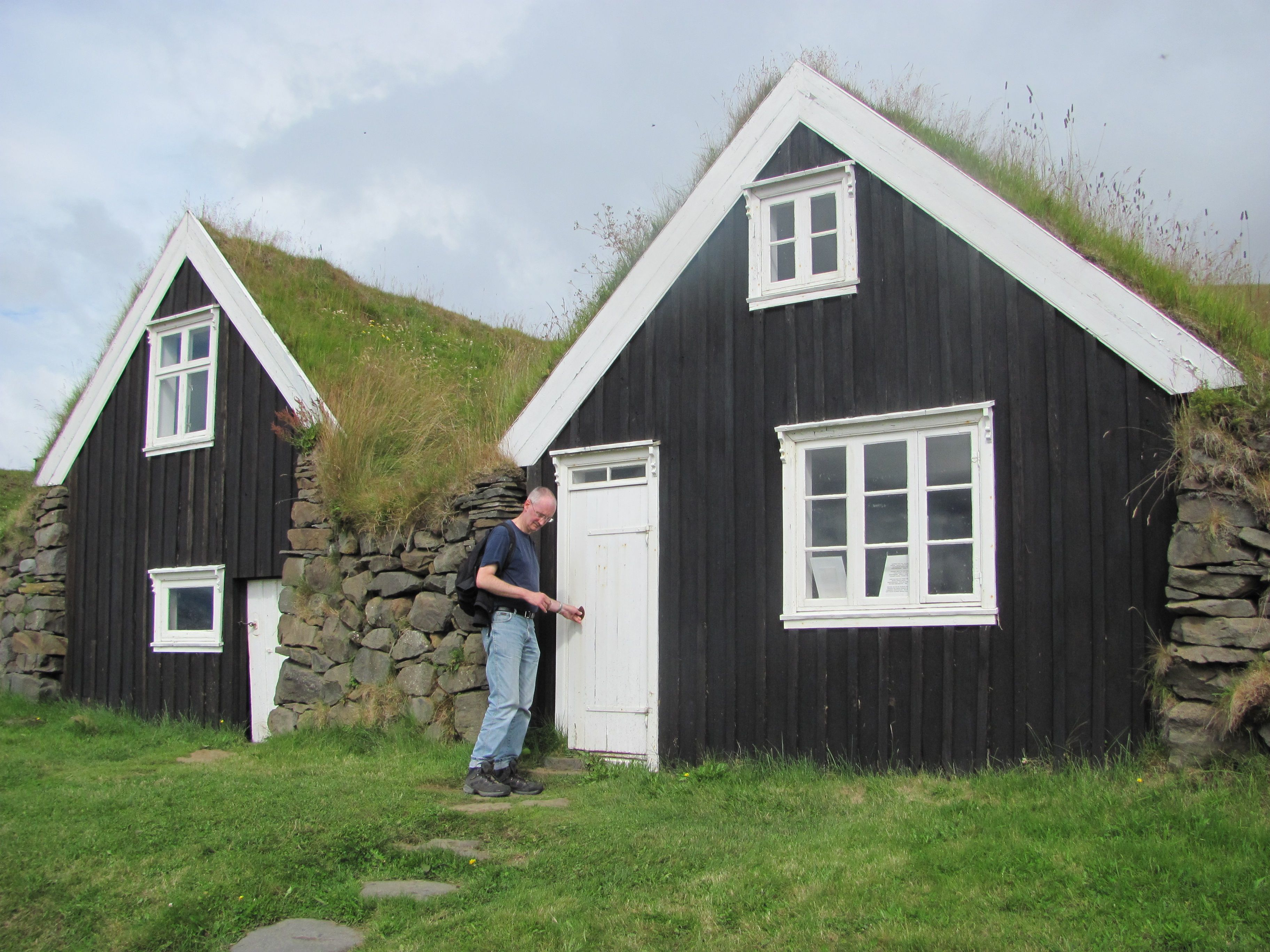
Torf-Bauernhof Sel – Bestandteil des Nationalmuseums im Skaftafell-Nationalpark

Gesetzlicher Auftrag des Museums ist es, die national bedeutenden historischen Zeugnisse Islands zu bewahren. Das schließt sowohl bewegliche Gegenstände als auch Immobilien ein. So gehören 43 historische Gebäude in ganz Island ebenfalls zum Nationalmuseum. Dazu zählen alle wichtigen Torf-Häuser und alle Torf-Kirchen, die authentisch erhalten sind, verschiedene Holzkirchen und eine Reihe nicht kirchlicher Gebäude.
Das Museum hat darüber hinaus die Aufgabe, das historische Erbe Islands zu erforschen und zu vermitteln. So werden Führungen und pädagogische Aktivitäten angeboten.

## Auszeichnung
2006 erhielt das Museum einen Sonderpreis („Special Commendation“) des European Museum of the Year Award des Europäischen Museumsforums.